# Caledonia (hrabstwo Columbia)
Caledonia – miasto w Stanach Zjednoczonych, w stanie Wisconsin, w hrabstwie Columbia.